# 디클록사실린
디클록사실린(Dicloxacillin)은 베타-락탐 계열 항생제, 그중에서도 페니실린 계열에 속하는 좁은범위 항생제이다. 감수성이 있는 그람 양성균 치료에 사용된다. 대다수 다른 페니실린에 내성을 가지는 황색포도상구균 등, 베타-락타메이스를 만드는 세균에 활성을 보인다. 디클로실(Diclocil, BMS) 등의 상품명으로 시판되어 있다.
특허 출원은 1961년, 의학용 사용 승인은 1968년에 이루어졌다. 복제약으로 이용 가능하다.